# Planta fotovoltaica de El Casar
La planta fotovoltaica de El Casar es una central de energía fotovoltaica de 13,02 megavatios (MW), situada en el municipio de El Casar, en la provincia de Guadalajara, España. La planta, que se sitúa al norte de la carretera N-320, ocupa una superficie total de 28,35 hectáreas. Contó con una inversión de alrededor de ocho millones de euros y se estima que evita la emisión de unas 11 873 toneladas de CO2 por año. 
Fue construida por la empresa Alten Energías Renovables y el Grupo Ortiz, y se inauguró el 9 de octubre de 2019.